# Цагир, Дон
Дон Бернард Цагир (англ. Don Bernard Zagier; род. 29 июня 1951, Гейдельберг) — американский математик, работающий в области теории чисел. Он является одним из директоров Института математики общества Макса Планка в Бонне и профессором Коллеж де Франс.
Член Национальной академии наук США (2017).

## Биография
Родился Гейдельберге в ФРГ, но провёл большую часть детства в США. Окончив школу в возрасте 13 лет, три года учился в Массачусетском технологическом институте и получил степень магистра в 1967 году. В 20 лет он получил степень Ph.D. от Оксфордского университета. В возрасте 24 лет, завершив хабилитацию, получил должность профессора Боннского университета. С 1995 года — один из четырёх директоров Института математики общества Макса Планка.
Одна из его наиболее известных теорем — формула Гросса — Цагира, связывающая производную L-функции на эллиптической кривой в точке s = 1 с высотой точки Хегнера. Эта теорема имеет множество приложений, в частности, из неё следует гипотеза Бёрча — Свиннертон-Дайера в случае эллиптических кривых ранга 1, и с её помощью была решена проблема числа классов.
В сотрудничестве с Джоном Харером вычислил орбифолдную эйлерову характеристику пространств модулей алгебраических кривых, связав её со значениями дзета-функции Римана в точках с нечётными отрицательными координатами на действительной оси (для которых, в отличие от нечётных положительных координат, имеются простые и явные выражения через числа Бернулли). Также нашёл формулу в терминах дилогарифмических функций для значения дзета-функции Дедекинда произвольного числового поля при s = 2. Позднее он сформулировал общую гипотезу, согласно которой значение дзета-функции Дедекинда в специальных точках определённым образом выражается через полилогарифмические функции.
Награды:
- Carus-Medaille[нем.] Леопольдины (1983)
- Премия Коула по теории чисел (1987)
- Prix Élie Cartan (1996)
- Эйлеровская лекция (1999)
- Чернский приглашённый профессор (2000)
- Chauvenet Prize (2000)
- Karl-Georg-Christian-von-Staudt-Preis (2001)[4]
- Gauss Lectureship (2007)

## Избранные работы
- D. Zagier. A One-Sentence Proof That Every Prime p ≡ 1 (mod 4) Is a Sum of Two Squares (англ.) // The American Mathematical Monthly. — 1990. — Vol. 97, no. 2. — P. 144. — JSTOR 2323918.
- D. Zagier. Hyperbolic manifolds and special values of Dedekind zeta functions (англ.) // Invent. Math. — 1986. — No. 83. — P. 285—302.
- B. Gross, D. Zagier. Singular moduli (англ.) // J. reine Angew. Math. — 1985. — No. 355. — P. 191—220.
- B. Gross, D. Zagier. Heegner points and derivative of L-series (англ.) // Invent. Math. — 1986. — No. 85. — P. 225—320.
- J. Harer, D. Zagier. The Euler characteristic of the moduli space of curves (англ.) // Invent. Math. — 1986. — No. 85. — P. 457—485.
- D. Zagier. The Birch-Swinnerton-Dyer conjecture from a naive point of view (англ.) // Prog. in Math. — 1990. — No. 89. — P. 377—389.
- D. Zagier. Dedekind zeta functions, and the algebraic K-theory of fields (англ.) // Prog. in Math. — 1990. — No. 89. — P. 391—430.
- Д. Цагир. Первые 50 миллионов простых чисел // Живые числа: Пять экскурсий / Пер. с нем. Е. Б. Гладковой. — М.: Мир, 1985.